# Dies irae

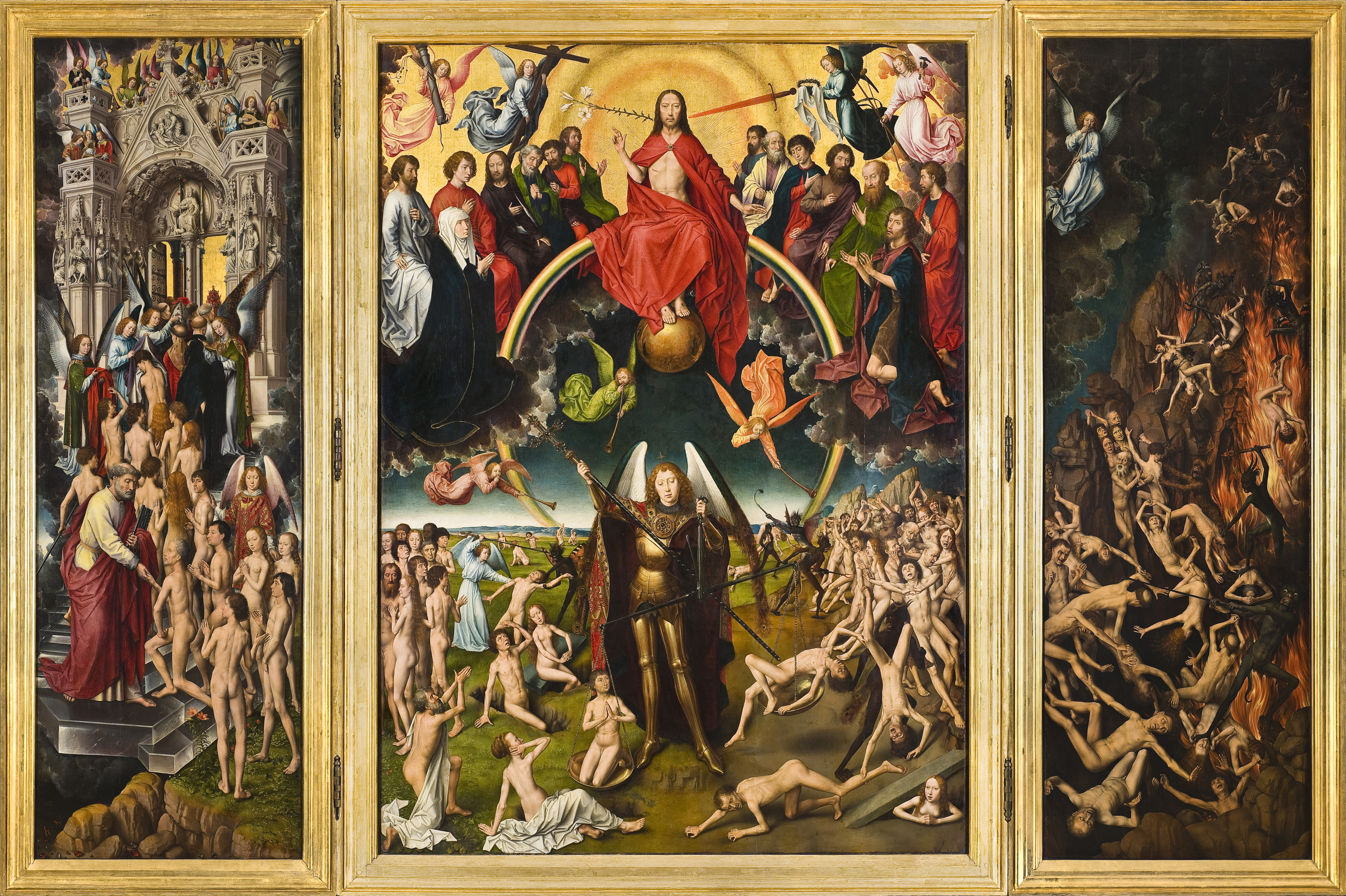
Hans Memling: Utolsó ítélet

A Dies irae (magyarul a harag napja) a magyarul „Napja Isten haragjának” kezdetű egyházi ének.

## Története
Szerzője valószínűleg a Celano városában (Abruzzók) született Tamás nevű ferences rendi szerzetes (Thomas Celanus, meghalt 1255 körül). Az egész költemény 19 háromsoros rímelő versből áll; az első nyolc az utolsó ítéletet festi fenséges egyszerűséggel, megrázóan; a 8–17. vers a bűntudattal teli lélek visszhangja a megelőző hatásokra; a 18–19. vers az egésznek befejezője, de eredete kétes. A költeménynek egész irodalma van; lefordítását a legkülönbözőbb nyelvekre igen sokan megkísérelték, anélkül, hogy annak egyszerűségét, mélységét, kenetteljességét, erejét visszaadni bárkinek is sikerült volna. A misekönyvben, az ún. halottas misében mint sequentia már itt-ott a 14. században előfordul, 1570-ben pedig felvették annak hivatalos kiadásába, és ezáltal az egész katolikus egyházban általános lett. A költemény maga is zengzetes; annál megragadóbb az egyházi hivatalos korálmelódiája.

## A latin eredeti magyar szövegváltozatokkal
| 1 Dies iræ! dies illa Solvet sæclum in favilla: Teste David cum Sibylla! 2 Quantus tremor est futurus, Quando iudex est venturus, Cuncta stricte discussurus! 3 Tuba, mirum spargens sonum Per sepulchra regionum, Coget omnes ante thronum. 4 Mors stupebit, et natura, Cum resurget creatura, Iudicanti responsura. 5 Liber scriptus proferetur, In quo totum continetur, Unde mundus iudicetur. 6 Iudex ergo cum sedebit, Quidquid latet, apparebit: Nil inultum remanebit. 7 Quid sum miser tunc dicturus? Quem patronum rogaturus, Quum vix iustus sit securus? 8 Rex tremendæ maiestatis, Qui salvandos salvas gratis, Salva me, fons pietatis. 9 Recordare, Iesu pie! Quod sum causa tuæ viæ: Ne me perdas illa die. 10 Quærens me, sedisti lassus: Redemisti Crucem passus: Tantus labor non sit cassus. 11 Iuste iudex ultionis! Donum fac remissionis Ante diem rationis. 12 Ingemisco, tamquam reus: Culpa rubet vultus meus: Supplicanti parce, Deus! 13 Qui Mariam absolvisti, Et latronem exaudisti, Mihi quoque spem dedisti. 14 Preces meæ non sunt dignæ: Sed tu bonus fac benigne, Ne perenni cremer igne. 15 Inter oves locum præsta, Et ab haedis me sequestra, Statuens in parte dextra. 16 Confutatis maledictis, Flammis acribus addictis: Voca me cum benedictis. 17 Oro supplex et acclinis, Cor contritum quasi cinis: Gere curam mei finis. 18 Lacrimosa dies illa, qua resurget ex favilla iudicandus homo reus. 19 Huic ergo parce, Deus: Pie Jesu Domine, dona eis requiem. Amen. | 1 Ama végső harag napja A világot tűznek adja, Dávid így s Szibilla hagyja. 2 Reszket akkor holt meg élő, Ha megjön a nagy Itélő, Mindeneket lattal mérő. 3 Csodakürtök zengenek meg, Sírok éjén átremegnek: Itéletre, mindeneknek. 4 Csodájára a halálnak, Aki rég por, talpra támad, Számot adni bírájának. 5 Kézzel írt könyv nyílik ottan: Világ terhe, minden, ott van, Itéletre felrovottan. 6 Bíró majd ha széket űl ott, Minden rejtek felderül ott, Zsoldot bűn el nem kerül ott. 7 Én szegény ott mit beszéljek, Pártfogómul kit reméljek, Hol a szent is alig él meg? 8 Rettenetes. Fejedelem, Kinél ingyen a kegyelem: Örök Jóság, légy jó velem! 9 Kegyes Jézus, kérlek téged: Értem álltál emberséget, Ne adj érnem gonosz véget. 10 Munkád, könnyed értem vesztek: Ennyi kínod, szent kereszted, Ne maradjon céljavesztett. 11 Bírája a bosszulásnak, Add kegyelmét tisztulásnak, Míg itt nincs a számadásnap. 12 Reszket szívem, sóhajtozván, Vétkemtől vet lángot orcám, Légy kegyelmes, Uram, hozzám. 13 Magdolnához lehajoltál, a latorhoz kegyes voltál, Énbelém is reményt oltál. 14 Méltó imát nem tud ajkam Te könyörülj, Jóság, rajtam, Ne veszíts el örök jajban. 15 Báránykáid közé végy föl, Válassz el a gödölyéktől, Jobbra állass ama széktől. 16 Ha a rosszak zavarodnak, Fojtó lángok kavarognak, Akkor engem hívj áldottnak. 17 Térden kérlek, ernyedetten, Sir a lelkem megtörötten: Ott, a végnél, állj mellettem! 18 Könnyel árad ama nagy nap, Hamvukból ha föltámadnak A bűnösök s számot adnak. 19 Uram, nekik adj jó véget, Kegyes Jézus, kérünk téged, Add meg nékik békességed. | 1 Napja Isten haragjának Végét veti e világnak, Ez szavok a prófétáknak. 2 A szív tele rettegéssel Lesz a bíró jövetével, Hol kezdődik a számvétel. 3 A trombitaszó egyszerre Lehat minden sírfenékre Kit-kit hí itélőszékre. 4 Bámul természet és halál, Hogy a földpor emberré vál, És a bíró elébe áll. 5 Az irott könyv megnyittatik, Melyben minden foglaltatik, Valami megbiráltatik. 6 Ha a biró ül ragyogva, Semmi sem marad titkolva, Minden meg leszen bosszulva. 7 Akkor szegény én mit tegyek, Oltalmamra kiket vegyek? Hol a szentek is rettegnek. 8 Ég, föld hatalmas Fölsége, Világ ingyen üdvössége, Üdvözíts, malaszt mélysége! 9 Kegyes Jézus! emlékezzél, Hogy érettem kínt szenvedtél, Ments meg, kit véreden vettél. 10 Kerestél, értem fáradván, Megváltottál a keresztfán, Munkád haszna áradjon rám. 11 Igaz te a bosszulásban, Légy bő a megbocsátásban, Míg nem állok számadásban. 12 Szűmbe szállva fohászkodom, Szégyen terül el arcomon, Könyörülj bűnös voltomon. 13 Ki Magdolnát föloldoztad, És a latrot meghallgattad, Kegyed nekem is ajánltad. 14 Noha tőled nem érdemlem, Tégy irgalmat mégis velem, Hogy a tűzkínt elkerüljem. 15 Midőn itélsz végsoromról, Juhaiddal állíts jobbról, Elválasztván a bakoktól. 16 Ha majd kikre átkod lehull, Benyeli az égő pokol, Végy oda, ahol áldatol. 17 Halld meg ajkam könyörgését, Tekintsd szivem törődését, Nyugasztald meg éltem végét. 18 Aznap minden könybe borul, Melyen a test hamujából Fölkelvén, elődbe járul. 19 Akkor Jézus! nyujts irgalmat, Hiveidnek adj nyugalmat, Szenteiddel közjutalmat. | 1 Jön a harag napja lánggal Végez majd a rossz világgal, Mondja Dávid a szent Pállal. 2 Hogy remeg majd holt, meg élő, Hogyha jön a bűnítélő, Minden tettet számon kérő. 3 Rémes hangja trombitáknak Minden hanton holtig áthat, S felriasztva trónhoz állnak. 4 Természet és halál retten, Hogyha kél a holt ijedten, Számot adni feleletben. 5 Írott könyvet előadnak, Minden titkok benne vannak: Bűn könyve a bírság napnak. 6 Már ha Bíró ül a székben, Nem maradhat bűn sötétben, Nincs kivétel büntetésben. 7 Mit mondok majd árva lélek, Pártfogónak, jaj, kit kérek, Hogyha ott a jók is félnek? 8 Nagy Felség, ki úgy remegtet, S jónak ingyen ad kegyelmet: Irgalomnak kútja, ments meg! 9 Drága Jézus, ne feledd el, Értem jöttél kegyelmeddel; El ne ejts a rossz sereggel! 10 Értem fáradt drága tested, Értem hordtál kínt s keresztet, Kárba munkád még se veszhet! 11 Hű bírája boszszulásnak, Add, hogy bűnbocsátást lássak, Míg nem jő a számadásnap. 12 Elbukott nőt feloldottál, Latornak is jó szót adtál, Engem is már megbiztattál. 13 Nyögve hordom anynyi bűnöm, Szégyenkezni meg nem szűnöm, Lelked rajtam könyörülljön! 14 Mind méltatlan, amit kérek, Még se hagyd, hogy roszszat érjek, Örök tűzben el ne égjek! 15 Majd ha minden bűnös ott áll, Baktól juhnak elválasszál, Jobbkezedhez kérlek osszál. 16 S majd ha szód lesz veszte soknak, S ítélt rosszak égni fognak: Végy rendjébe boldogoknak. 17 Esdekelek térden állván, Porrá morzsolt szívvel, árván, Végnapomon jól vigyázz rám! 18 Az a könnynek lesz a napja, Melyen bírószó fogadja Majd a sírból felkelőket, 19 Istenem, ne vesd el őket! Kegyes Jézus, el ne hagyj, Örök nyugodalmat adj. Ámen. |

## Megjelenése a művészetben

### Híres zeneművek
- Hector Berlioz: Fantasztikus szimfónia
- Liszt Ferenc: Haláltánc
- Wolfgang Amadeus Mozart: Requiem
- Giuseppe Verdi: Messa da Requiem
- Sergei Rachmaninov: Rapszódia egy Paganini-témára
- Arvo Pärt: Miserere

#### Könnyűzene
- Dissection: Starless Aeon
- Sigh: The master malice
- Juno Reactor: Conquistador 1
- Bathory: Dies Irae

### Filmek
- A harag napja, 1953-as magyar film, Sándor Kálmán színműve alapján, rendezte Várkonyi Zoltán,
- A harag napja, eredeti címe The Day of Wrath, 2006-os brit-magyar film, rendezte Adrian Rudomin

### Filmzenék
Fabio Frizzi olasz zeneszerző, aki Lucio Fulci 1981-es A pokol hét kapuja című horrorfilmjéhez készítette a zenét, felhasználta Voci dal nulla című trackjében az ének néhány (például „Quantus tremor est futurus” és „Cum resurget creatura”) sorát.